# Fresadora

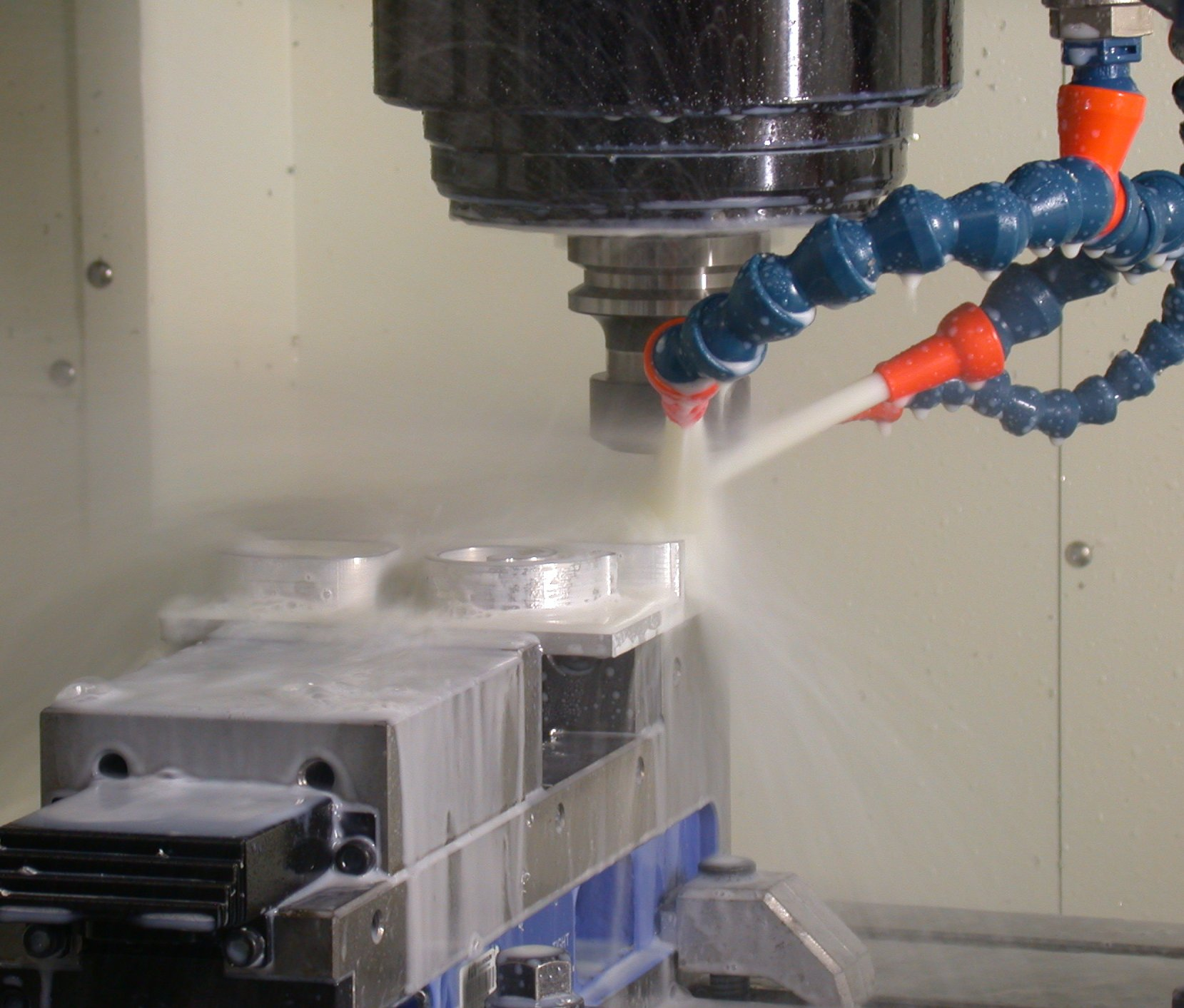
Fresadora em operação.

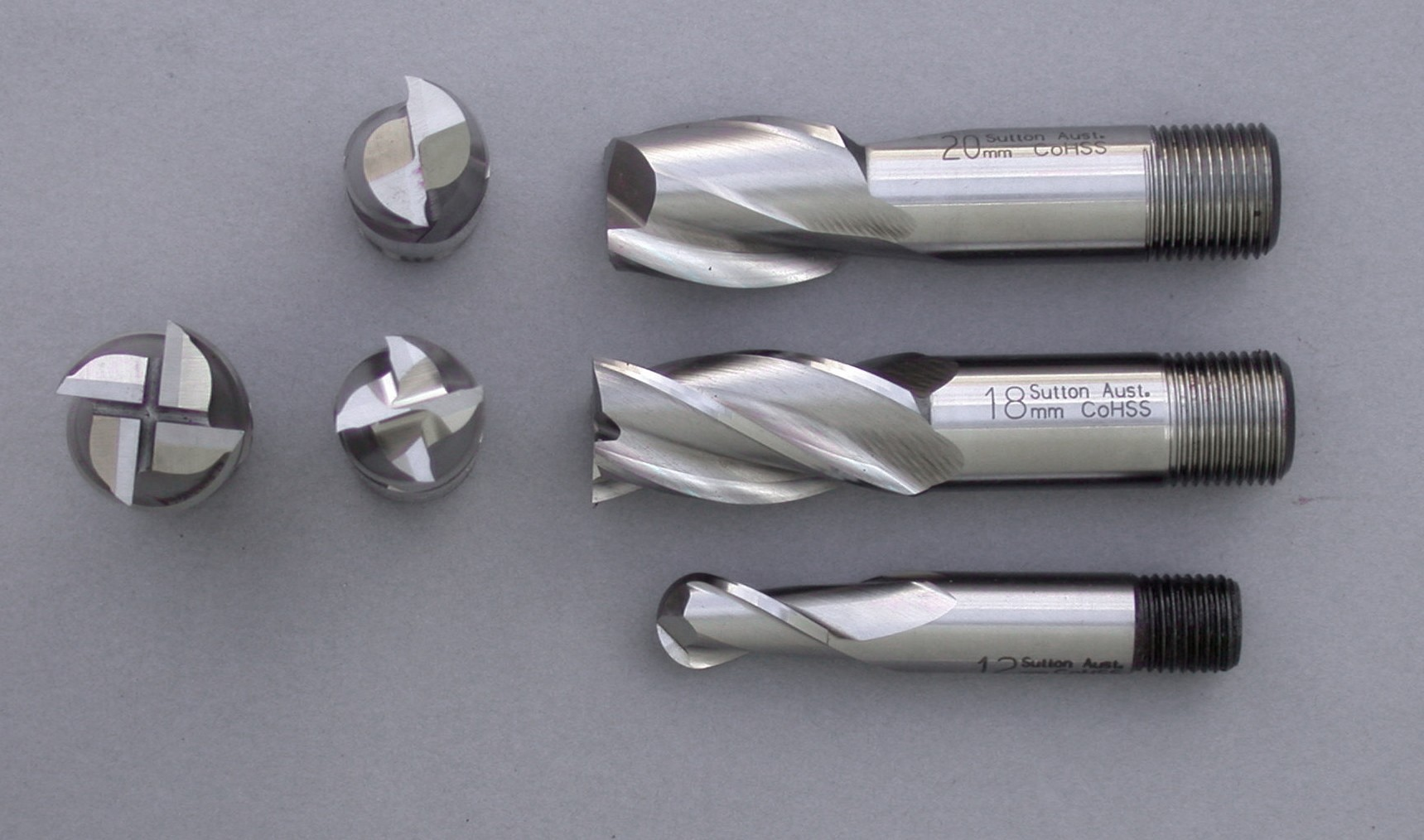
Algumas ferramentas (fresa) utilizadas numa fresadora.

Fresadora (inventada por Eli Whitney em 1818) é uma máquina operatriz de movimento contínuo, destinada à usinagem de materiais. O material é removido por uma ferramenta de corte chamada fresa (ou, por vezes, broca).
Fresagem é o processo de usar uma fresa em rápida rotação para remover material ao movimentar a fresa contra uma placa. Uma fresadora CNC pode se deslocar em várias direções em um ou vários eixos e usar diferentes velocidades de rotação.
Este tipo de processo pode ser utilizado para trabalhar tanto peças pequenas como grandes. É usada principalmente para criar peças à medida, desde peças técnicas, publicidade física, expositores, objetos decorativos, entre outros.
O processo passa normalmente pela criação de um desenho vetorial, que depois será convertido de maneira a que a fresadora CNC compreenda e faça os movimentos necessários para cortar a peça desenhada.
É possível cortar uma variedade de materiais em fresadora CNC, desde PVC, acrílico, policarbonato, madeiras, como contraplacado, MDF e aglomerado. É possível cortar alumínio bruto e alumínio composto (luxbond, dibond, etc.), cobre, latão.

## Aplicações Didáticas de Fresadoras CNC
Pesquisadores do Instituto Federal de Goiás transformaram uma impressora 3D em uma fresadora CNC didática de baixo custo, usando componentes acessíveis e reaproveitáveis. A máquina realiza corte e gravação em diversos materiais e permite a troca de ferramentas para simular outras funções CNC, sendo controlada por software livre e plataformas como Arduino.
Essa abordagem facilita o ensino de usinagem, automação e manufatura digital em instituições técnicas e superiores, sem depender de equipamentos industriais caros.